# گنل مجلومیان
گنل مجلومیان (ارمنی: Գնել Մեջլումյան؛ زاده ۳ آوریل ۱۹۶۷ در برد – درگذشته ۳۰ مارس ۲۰۰۵) کشتی‌گیر در رشته کشتی آزاد اهل ارمنستان بود که در مسابقات قهرمانی کشتی جهان، مسابقات قهرمانی کشتی اروپا، جام جهانی کشتی و بازی‌های گودویل در مجموع برندهٔ ۲ مدال طلا، ۱ مدال نقره، ۱ مدال برنز شده‌است.

## زندگینامه
در سال ۱۹۹۳ از Armenian State Institute of Physical Culture and Sport فارغ‌التحصیل شد.

## درگذشت
مجلومیان در تاریخ ۳۰ مارس ۲۰۰۵ در بزرگراه ایجوان-ایروان، نزدیکی شهر سوان در اثر یک تصادف رانندگی درگذشت و در آرامستان ناحیه نوباراشن به خاک سپرده شد.